# Фукусима Адзума (бейсбольный стадион)
Бейсбольный стадион Фукусима Адзума (яп. 福島県営あづま球場,  Fukushima ken’ei Azuma kyūjō, англ. Fukushima Azuma Baseball Stadium) — спортивная арена, расположенная в городе Фукусиме одноимённой префектуры.

## Описание
Бейсбольный стадион Фукусима Адзума расположен спортивном парке Адзума. На этой арене часть своих матчей проводит команда Fukushima RedHopes, играющая в бейсбольной лиге вызова. Стадион, построенный в 1986 году, имеет зеленое поле с дерновым покрытием. Вместимость стадиона - 30 000 зрителей.

## История
Строительство было завершено в сентябре 1986 года. В то время это был самый большой бейсбольный стадион в шести префектурах региона Тохоку.
Церемония открытия состоялась 13 сентября того же года. Там же был разыгран 41-й сезон Подарочного кубка императора Всеяпонской ассоциации бейсбола софтбола.
В марте 2017 года Совет директоров Международного олимпийского комитета утвердил арену в качестве места для проведения соревнований по бейсболу и софтболу на 2020 летних Олимпийских игр.
В сентябре 2019 года начались ремонтные работы. Общая стоимость проекта, включая дополнительные работы, составила около 1,3 миллиарда иен. На землю уложили искусственный газон. Было заменено ограждение поля и отремонтированы места для команд.

## Спортивные мероприятия
- Национальный чемпионат по бейсболу среди школьников, турнир Фукусима
- Бейсбол на Олимпийских играх 2020
- Софтбол на Олимпийских играх 2020